# Tréflez
Tréflez (tiếng Breton: Trelez) là một xã của tỉnh Finistère, thuộc vùng Bretagne, miền tây bắc Pháp.

## Dân số
Người dân ở Tréflez được gọi là Tréfléziens.